# Чілла Бартош-Черепі
Чілла Бартош-Черепі (угор. Csilla Bartos-Cserepy; нар. 29 березня 1966) — колишня угорська тенісистка.
Найвищу одиночну позицію світового рейтингу — 60 місце досягла 4 липня 1983, парну — 80 місце — 11 травня 1987 року.
Найвищим досягненням на турнірах Великого шолома було 3 коло в одиночному розряді.
Завершила кар'єру 1991 року.

## Фінали Туру WTA

### Одиночний розряд (0-2)
| Результат | W–L | Дата        | Турнір                    | Покриття | Суперниця      | Рахунок  |
| --------- | --- | ----------- | ------------------------- | -------- | -------------- | -------- |
| Поразка   | 0–1 | липень 1986 | Перуджа, Італія           | Ґрунт    | Наталі Ерреман | 2–6, 4–6 |
| Поразка   | 0–2 | липень 1990 | Swedish Open 1990, Швеція | Ґрунт    | Сандра Чеккіні | 1–6, 2–6 |

### Парний розряд (0-2)
| Результат | W–L | Дата         | Турнір              | Покриття | Партнерка  | Суперниці                        | Рахунок  |
| --------- | --- | ------------ | ------------------- | -------- | ---------- | -------------------------------- | -------- |
| Поразка   | 0–1 | грудень 1985 | Сан-Паулу, Бразилія | Ґрунт    | Ніжі Діас  | Мерседес Пас Габріела Сабатіні   | 5–7, 4–6 |
| Поразка   | 0–2 | липень 1986  | Перуджа, Італія     | Ґрунт    | Емі Голтон | Карін Баккум Ніколе Мунс-Ягерман | 4–6, 4–6 |

## Фінали ITF

### Одиночний розряд (5–2)
| турніри $25,000 |
| турніри $10,000 |

| Результат | Ранг | Дата             | Турнір                       | Покриття | Суперниця у фіналі | Рахунок у фіналі |
| Перемога  | 1.   | 20 травня 1984   | Бат, Велика Британія         | Ґрунт    | Ніжі Діас          | 6-4, 4-6, 6-3    |
| Перемога  | 2.   | 5 серпня 1984    | Сецце, Італія                | Ґрунт    | Юдіт Варрінга      | 7-5, 6-3         |
| Перемога  | 3.   | 9 вересня 1984   | Роттвайль, Західна Німеччина | Ґрунт    | Реґіна Візер       | 6-3, 4-6, 4-6    |
| Перемога  | 4.   | 3 листопада 1986 | Лондон, Велика Британія      | Трава    | Сесілія Дальман    | 6–0, 3–6, 7–5    |
| Поразка   | 5.   | 11 вересня 1988  | Альяна, Італія               | Ґрунт    | Андреа Носай       | 2–6, 3–6         |
| Поразка   | 6.   | 3 вересня 1989   | Чіампіно, Італія             | Тверде   | Франческа Романо   | 6-1, 5-7, 1-6    |
| Перемога  | 7.   | 2 липня 1990     | Бриндізі, Італія             | Тверде   | Марі П'єрс         | 2-6, 6-2, 6-2    |

### Парний розряд (1-1)
| Результат | Ранг | Дата           | Турнір               | Покриття | Партнерка              | Суперниці                                   | Рахунок |
| --------- | ---- | -------------- | -------------------- | -------- | ---------------------- | ------------------------------------------- | ------- |
| Перемога  | 1.   | 2 січня 1984   | Чикаго, США          | Тверде   | Маріанне ван дер Торре | Лариса Савченко-Нейланд Світлана Пархоменко | w/o     |
| Поразка   | 2.   | 20 травня 1984 | Бат, Велика Британія | Ґрунт    | Моніка Вебер           | Кріс Кінні Донна Рубін                      | w/o     |